# Babenbergse vete
De Babenbergse vete was een gewelddadig conflict dat in het begin van de 10e eeuw in het Oost-Frankische Rijk werd uitgevochten door de twee machtigste geslachten in het hertogdom Franken. Tegen elkaar stonden de Frankische Babenbergers (ook wel Popponen genoemd) en de Konradijnen. Op het spel stond de macht over het midden-Main-gebied. Het resultaat van deze door de Oost-Frankische koning aangemoedigde vete was voor de verliezende partij, de Babenbergers, het verlies van hun macht in Franconië. Voor de winnende partij, de Konradijnen, leidde hun zege niet veel later tot het koningschap van het Oost-Frankische Rijk.